# Macaca leonina
Macaca leonina (Макака північний свинохвостий) — вид приматів з роду Макака (Macaca) родини Мавпові (Cercopithecidae).

## Опис
Довжина голови й тіла самців: 52—60 см, самиць: 40—50 см, довжина хвоста самців: 18—25 см, самиць: 16—20 см, вага самців: 6—12 кг, самиць: 4,5—6 кг. Хутро оливково-коричневого або сіруватого кольору зверху, низ білуватий. Пучок волосся є на кінці хвоста.

## Поширення
Країни поширення: Бангладеш; Камбоджа; Китай; Індія; Лаос; М'янма; Таїланд; В'єтнам. Це переважно наземна тварина. Вона займає тропічний вічнозелений і напіввічнозелений ліс, тропічний вологий вічнозелений ліс, тропічний вологий листяний ліс, прибережний ліс, болотний ліс, низький сосновий ліс і гірський ліс, в тому числі деградований. У Китаї цей вид займає висоти між 50—2000 м. У Лаосі та В'єтнамі вид пов'язаний з низинами, як правило, нижче 500 метрів.

## Поведінка
Це денна і плодоїдна тварина. Проводить значну частину часу годування на землі. Плоди і насіння становлять основну частину раціону, крім того, живиться молодим листям, бутонами, пагонами, грибами і тваринним видобутком (у тому числі комахами, річковими крабами і птахами). Має тенденцію до набігу на с.г. культури, такі як кукурудза, папая, олійна пальма та зернові культури. Утворює групи від 5 до 40 (в середньому від 15 до 22) особин, де на одного дорослого самця припадає 5—8 самиць.
Єдине маля народжується після періоду вагітності 162—186 днів, молодь потім годується від 8 до 12 місяців. Неповнолітні досягають статевої зрілості в близько 4 роки.

## Загрози та охорона
Загрозами є порушення середовищ існування: вибіркові рубки, збір дров для виготовлення деревного вугілля, будівництво доріг, гребель, ліній електропередач і підпали. Полювання і торгівля є ще одними загрозами. Цей вид знаходиться в списку Додаток II СІТЕС. Живе в численних охоронних територіях.